# Estratão de Lâmpsaco
Estratão de Lâmpsaco (do grego antigo, Στράτων, Straton; 340-268 a.C.) foi um filósofo grego da escola peripatética, natural da polis de Lâmpsaco, na Ásia Menor. Sucedeu Teofrasto à frente do Liceu, academia fundada por Aristóteles; assumiu o cargo de diretor no ano 287 a.C.. Já seu predecessor, demonstrou extremo gênio separando completamente o reino vegetal do reino animal e, sobretudo, vendo que o fogo não era um elemento em si mesmo, mas uma reação de outros elementos que ardiam. O fogo não podia existir sem o que ele chamou de um substrato. Mas Estratão foi além nos métodos e recorreu à experimentação pura. Foi, de fato, um defensor do mecanicismo na natureza, negando a existência de qualquer divindade transcendental, algo verdadeiramente revolucionário naqueles tempos.
Estratão ampliou e desenvolveu o pensamento de Aristóteles acerca do movimento num livro muito influente chamada Sobre o movimento.